# Belmont Abbey College Men's Volleyball
Il Belmont Abbey College Men's Volleyball è la squadra di pallavolo maschile appartenente al Belmont Abbey College, con sede a Belmont: milita nella Conference Carolinas della NCAA Division I.

## Storia
La squadra di pallavolo maschile del Belmont Abbey College viene fondata nel 2011. La prima allenatrice del programma è Mary DeJute. Nel 2013 i Crusaders iniziano le proprie attività ufficiali, aderendo alla Conference Carolinas, chiudendo la stagione ai quarti di finale del torneo di conference; mentre nell'anno successivo la squadra viene affiliata anche alla NCAA Division I.

## Conference
- Conference Carolinas: 2013-

## Allenatori
- Mary DeJute: 2011-2015
- Sean Manzi: 2016-2017
- Toni Elyea: 2017 (ad interim)
- Nolan Albrecht: 2018-